# 冬眠 (草野心平)
「冬眠」（とうみん）は、草野心平の詩作品。1951年発表の詩集『天』に初めて掲載された。

## 解説
本文は黒丸の記号が一つ書かれているだけである。
草野はカエルを題材とした詩を多く作り、本作もその連作の一つとされる。その意味・解釈については「冬眠中のカエル」「冬眠のための穴」「冬眠の暇つぶしに白丸を塗りつぶした」などの諸説が生まれた。「冬眠中のカエル」とする立場からは、自身の境遇（寒く貧しい）と重ねたという解釈もなされている。